# Гортон Тауншип (Пенсільванія)
Гортон Тауншип (англ. Horton Township) — селище (англ. township) в США, в окрузі Елк штату Пенсільванія. Населення — 1366 осіб (2020).

## Демографія
Згідно з переписом 2010 року, у селищі мешкали 1452 особи в 630 домогосподарствах у складі 422 родин. Було 732 помешкання
Расовий склад населення:
| - 99,0 % — білих - 0,1 % — корінних американців - 0,1 % — чорних або афроамериканців - 0,1 % — азіатів |

До двох чи більше рас належало 0,6 %. Частка іспаномовних становила 0,7 % від усіх жителів.
За віковим діапазоном населення розподілялося таким чином: 20,4 % — особи молодші 18 років, 63,6 % — особи у віці 18—64 років, 16,0 % — особи у віці 65 років та старші. Медіана віку мешканця становила 46,1 року. На 100 осіб жіночої статі у селищі припадало 110,7 чоловіків;  на 100 жінок у віці від 18 років та старших — 109,4 чоловіків також старших 18 років.
Середній дохід на одне домашнє господарство  становив 51 299 доларів США (медіана — 42 981), а середній дохід на одну сім'ю — 63 256 доларів (медіана — 57 574). Медіана доходів становила 43 333 долари для чоловіків та 31 080 доларів для жінок. За межею бідності перебувало 10,7 % осіб, у тому числі 17,2 % дітей у віці до 18 років та 6,4 % осіб у віці 65 років та старших.
Цивільне працевлаштоване населення становило 771 особа. Основні галузі зайнятості: виробництво — 34,1 %, освіта, охорона здоров'я та соціальна допомога — 21,5 %, роздрібна торгівля — 11,5 %, мистецтво, розваги та відпочинок — 8,0 %.